# Acantholimon yamense
Acantholimon yamense är en triftväxtart som beskrevs av William Bertram Turrill. Acantholimon yamense ingår i släktet Acantholimon och familjen triftväxter. Inga underarter finns listade i Catalogue of Life.